# Ska jazz
Ska jazz é um gênero musical que mistura a melodia do jazz, e o ritmo e harmonia do ska.
É considerado um subgênero da terceira onda ska, porém, sem a influência do punk rock fortemente presente nessa onda.
As bandas geralmente contêm uma ou duas guitarras elétricas, baixo elétrico, teclado, bateria, e uma seção de metais, dos quais geralmente fazem parte o trompete, o trombone, o saxofone alto, o saxofone tenor e o saxofone barítono.
Casualmente podem ter um ou mais vocalistas, mas o gênero é primariamente focado na parte instrumental. Os metais geralmente conduzem a melodia, e ocasionalmente os solos improvisados.

## Origens
O termo Ska-Jazz foi cunhado por Rock Steady Freddie do New York Ska-Jazz Ensemble em 1994. O jazz de Ska às vezes é considerado um subgênero de terceira onda ska, mas os primeiros artistas, como Tommy McCook, consideraram eles próprios músicos de jazz. Antes de Rock Steady Freddie, Ska-Jazz era apenas mais um toque de jazz sem o próprio nome. A improvisação de jazz é comumente usada no jazz Ska. As bandas de jazz de Ska geralmente contêm uma ou duas guitarra elétrica, um baixo,  teclados, um kit de bateria e uma seção de chifre (composto de qualquer combinação dos seguintes: trompete, trombone, saxofone alto, saxofone tenor e saxofone barítono). Ocasionalmente, pode haver um ou mais vocalistas s, mas o gênero é focado principalmente em músicas instrumentais. O instrumento de bronze geralmente carrega a melodia, e há muitos [[improvisação musical] improvisados] solos. A seção rítmica coloca acentos na  off beats, dando assim à música uma sensação diferente do que o jazz direto. O histórico de viagens combinadas com ska e jazz atravessa fronteiras nacionais e se integra com outros estilos musicais, tornando-se uma das formas mais híbridas e transnacionais de música popular pós-guerra.